# Bergerocactus emoryi
Bergerocactus emoryi (Engelm.) Britton & Rose – gatunek sukulentów z rodziny kaktusowatych, jedyny przedstawiciel monotypowego rodzaju Bergerocactus Britton & Rose. Występuje w Kalifornii w USA i Kalifornii Kolnej w Meksyku.

## Morfologia
ŁodygaBiało owłosiona.
KwiatyŚrednicy 2,5–4,5 cm. Kwitnie od kwietnia do lipca.

## Systematyka
Pozycja systematyczna według APweb (aktualizowany system APG III z 2009)
Należy do rodziny kaktusowatych (Cactaceae) Juss., która jest jednym z kladów w obrębie rzędu goździkowców (Caryophyllales)  i klasy roślin okrytonasiennych. W obrębie kaktusowatych należy do plemienia Pachycereeae, podrodziny Cactoideae.
Pozycja w systemie Reveala (1993 -1999)
Gromada okrytonasienne (Magnoliophyta Cronquist), podgromada Magnoliophytina Frohne & U. Jensen ex Reveal, klasa Rosopsida Batsch, podklasa goździkowe (Caryophyllidae Takht.), nadrząd  Caryophyllanae Takht.,  rząd goździkowce (Caryophyllales Perleb), podrząd Cactineae Bessey in C.K. Adams, rodzina kaktusowate (Cactaceae Juss.), rodzaj Bergerocactus Britton & Rose, gatunek Bergerocactus emoryi (Engelm.) Britton & Rose.